# Campeonato Mundial de Curling
O Campeonato Mundial de Curling é um evento anual organizado pela Federação Mundial de Curling, reunindo as melhores equipes do mundo neste desporto.
A versão masculina foi disputada pela primeira vez em 1959, enquanto que a feminina estreou vinte anos mais tarde. Entre 1989 e 2004, os torneios masculino e feminino eram sediados na mesma cidade. Em 2008 começou a ser disputado o torneio de duplas mistas e, em 2015, teve início o campeonato de curling misto (equipes).

## Formatos da competição
Os dois primeiros campeonatos mundiais foram realizados como competições entre a Escócia e o Canadá, no formato de disputa em uma série de cinco jogos entre ambas. Após a adição dos Estados Unidos, em 1961, o formato foi alterado para uma rodada preliminar dupla round-robin , contando com uma rodada eliminatória de três equipes na conclusão de tal etapa.
Nos dois campeonatos seguintes, a rodada eliminatória acabou sendo removida. Contando com a participação de mais equipes, uma única rodada preliminar de round-robin entre quatro equipes foi implementada em 1971 (os campeonatos disputados entre 1968 e 1970 incluíam eliminatórias de três equipes). O formato da rodada eliminatória foi ajustado da eliminação simples para o sistema de playoffs a partir de 2005.
Os torneios realizados entre 1971 e 1985 tiveram, como terceira colocada, a equipe que perdeu na semifinal de uma rodada eliminatória de três equipes, ou a seleção com maior número de pontos entre as perdedoras de uma rodada eliminatória com quatro participantes.
A disputa pela medalha de bronze estreou na fase de oitavas-de-final em 1986, mas tal disputa acabou não ocorrendo entre os campeonatos de 1989 até 1994, pois neste período as equipes derrotadas nas semifinais acabaram conquistando uma medalha de bronze para cada.
Até o torneio de 2017, o formato dos campeonatos mundiais usava uma rodada preliminar de doze rounds, após a qual as quatro primeiras equipes avançavam para uma rodada eliminatória realizada com o sistema de playoffs.
A partir de 2018, treze seleções disputam a ronda preliminar de round-robin, com os seis primeiros avançando para a rodada com eliminação simples, na qual os dois primeiros avançam diretamente para as semifinais.

## Campeonatos

### Masculino
| Edição                               | Ouro               | Prata              | Bronze                           | 4º lugar                         |
| Falkirk e Edimburgo 1959             | Canadá             | Escócia            | não existiram mais participantes | não existiram mais participantes |
| Falkirk 1960                         | Canadá (2)         | Escócia            | não existiram mais participantes | não existiram mais participantes |
| Ayr, Falkirk, Perth e Edimburgo 1961 | Canadá (3)         | Escócia            | Estados Unidos                   | não existiram mais participantes |
| Falkirk 1962                         | Canadá (4)         | Estados Unidos     | Escócia                          | Suécia                           |
| Perth 1963                           | Canadá (5)         | Escócia            | Estados Unidos                   | Suécia                           |
| Calgary 1964                         | Canadá (6)         | Escócia            | Estados Unidos                   | Suécia                           |
| Perth 1965                           | Estados Unidos     | Canadá             | Suécia                           | Escócia                          |
| Vancouver 1966                       | Canadá (7)         | Escócia            | Estados Unidos                   | Suécia                           |
| Perth 1967                           | Escócia            | Suécia             | Estados Unidos                   | Canadá                           |
| Point Claire 1968                    | Canadá (8)         | Escócia            | Estados Unidos                   | Suécia                           |
| Perth 1969                           | Canadá (9)         | Estados Unidos     | Escócia                          | Suécia                           |
| Utica 1970                           | Canadá (10)        | Escócia            | Suécia                           | Estados Unidos                   |
| Megève 1971                          | Canadá (11)        | Escócia            | Estados Unidos                   | Suíça                            |
| Garmisch-Partenkirchen 1972          | Canadá (12)        | Estados Unidos     | Alemanha Ocidental               | Escócia                          |
| Regina 1973                          | Suécia             | Canadá             | França                           | Escócia                          |
| Berna 1974                           | Estados Unidos (2) | Suécia             | Suíça                            | Canadá                           |
| Perth 1975                           | Suíça              | Estados Unidos     | Canadá                           | Suécia                           |
| Duluth 1976                          | Estados Unidos (3) | Escócia            | Suíça                            | Suécia                           |
| Karlstad 1977                        | Suécia (2)         | Canadá             | Escócia                          | Estados Unidos                   |
| Winnipeg 1978                        | Estados Unidos (4) | Noruega            | Canadá                           | Suécia                           |
| Berna 1979                           | Noruega            | Suíça              | Canadá                           | Alemanha Ocidental               |
| Moncton 1980                         | Canadá (13)        | Noruega            | Suíça                            | Suécia                           |
| Londres 1981                         | Suíça (2)          | Estados Unidos     | Canadá                           | Noruega                          |
| Garmisch-Partenkirchen 1982          | Canadá (14)        | Suécia             | Alemanha Ocidental               | Suécia                           |
| Regina 1983                          | Canadá (15)        | Alemanha Ocidental | Noruega                          | Suécia                           |
| Duluth 1984                          | Noruega (2)        | Suíça              | Suécia                           | Canadá                           |
| Glasgow 1985                         | Canadá (16)        | Suécia             | Dinamarca                        | Estados Unidos                   |
| Toronto 1986                         | Canadá (17)        | Escócia            | Estados Unidos                   | Suécia                           |
| Vancouver 1987                       | Canadá (18)        | Alemanha Ocidental | Noruega                          | Dinamarca                        |
| Lausanne 1988                        | Noruega (3)        | Canadá             | Escócia                          | Suíça                            |
| Milwaukee 1989                       | Canadá (19)        | Suíça              | Noruega e Suécia                 | Noruega e Suécia                 |
| Västerås 1990                        | Canadá (20)        | Escócia            | Dinamarca e Suécia               | Dinamarca e Suécia               |
| Winnipeg 1991                        | Escócia (2)        | Canadá             | Noruega e Estados Unidos         | Noruega e Estados Unidos         |
| Garmisch-Partenkirchen 1992          | Suíça (3)          | Escócia            | Canadá e Estados Unidos          | Canadá e Estados Unidos          |
| Genebra 1993                         | Canadá (21)        | Escócia            | Suíça e Estados Unidos           | Suíça e Estados Unidos           |
| Oberstdorf 1994                      | Canadá (22)        | Suécia             | Alemanha e Suíça                 | Alemanha e Suíça                 |
| Brandon 1995                         | Canadá (23)        | Escócia            | Alemanha                         | Estados Unidos                   |
| Hamilton 1996                        | Canadá (24)        | Escócia            | Suíça                            | Noruega                          |
| Berna 1997                           | Suécia (3)         | Alemanha           | Escócia                          | Canadá                           |
| Kamloops 1998                        | Canadá (25)        | Suécia             | Finlândia                        | Escócia                          |
| Saint John 1999                      | Escócia (3)        | Canadá             | Suíça                            | Estados Unidos                   |
| Glasgow 2000                         | Canadá (26)        | Suécia             | Finlândia                        | Estados Unidos                   |
| Lausanne 2001                        | Suécia (4)         | Suíça              | Noruega                          | Canadá                           |
| Bismarck 2002                        | Canadá (27)        | Noruega            | Escócia                          | Estados Unidos                   |
| Winnipeg 2003                        | Canadá (28)        | Suíça              | Noruega                          | Finlândia                        |
| Gävle 2004                           | Suécia (5)         | Alemanha           | Canadá                           | Noruega                          |
| Victoria 2005                        | Canadá (29)        | Escócia            | Alemanha                         | Noruega                          |
| Lowell 2006                          | Escócia (4)        | Canadá             | Noruega                          | Estados Unidos                   |
| Edmonton 2007                        | Canadá (30)        | Alemanha           | Estados Unidos                   | Suíça                            |
| Grand Forks 2008                     | Canadá (31)        | Escócia            | Noruega                          | China                            |
| Moncton 2009                         | Escócia (5)        | Canadá             | Noruega                          | Suíça                            |
| Cortina d'Ampezzo 2010               | Canadá (32)        | Noruega            | Escócia                          | Estados Unidos                   |
| Regina 2011                          | Canadá (33)        | Escócia            | Noruega                          | Suécia                           |
| Basileia 2012                        | Canadá (34)        | Escócia            | Suécia                           | Noruega                          |
| Victoria 2013                        | Suécia (6)         | Canadá             | Escócia                          | Dinamarca                        |
| Pequim 2014                          | Noruega (4)        | Suécia             | Suíça                            | Canadá                           |
| Halifax 2015                         | Suécia (7)         | Noruega            | Canadá                           | Finlândia                        |
| Basel 2016                           | Canadá (35)        | Dinamarca          | Estados Unidos                   | Japão                            |
| Edmonton 2017                        | Canadá (36)        | Suécia             | Suíça                            | Estados Unidos                   |
| Las Vegas 2018                       | Suécia (8)         | Canadá             | Escócia                          | Coreia do Sul                    |
| Lethbridge 2019                      | Suécia (9)         | Canadá             | Suíça                            | Japão                            |
| Glasgow 2020                         | Cancelado          | Cancelado          | Cancelado                        | Cancelado                        |
| Calgary 2021                         | Suécia (10)        | Escócia            | Suíça                            | FRC                              |
| Paradise 2022                        | Suécia (11)        | Canadá             | Itália                           | Estados Unidos                   |
| Ottawa 2023                          | Escócia (6)        | Canadá             | Suíça                            | Itália                           |
| Schaffhausen 2024                    | Suécia (12)        | Canadá             | Itália                           | Escócia                          |
| Moose Jaw                            | Evento futuro      | Evento futuro      | Evento futuro                    | Evento futuro                    |

### Feminino
| Edição                      | País campeão   |
| --------------------------- | -------------- |
| Perth 1979                  | Suíça          |
| Perth 1980                  | Canadá         |
| Perth 1981                  | Suécia         |
| Genebra 1982                | Dinamarca      |
| Moose Jaw 1983              | Suíça (2)      |
| Perth 1984                  | Canadá (2)     |
| Jönköping 1985              | Canadá (3)     |
| Kelowna 1986                | Canadá (4)     |
| Chicago 1987                | Canadá (5)     |
| Glasgow 1988                | Alemanha       |
| Milwaukee 1989              | Canadá (6)     |
| Västerås 1990               | Noruega        |
| Winnipeg 1991               | Noruega (2)    |
| Garmisch-Partenkirchen 1992 | Suécia (2)     |
| Genebra 1993                | Canadá (7)     |
| Oberstdorf 1994             | Canadá (8)     |
| Brandon 1995                | Suécia (3)     |
| Hamilton 1996               | Canadá (9)     |
| Berna 1997                  | Canadá (10)    |
| Kamloops 1998               | Suécia (4)     |
| Saint John 1999             | Suécia (5)     |
| Glasgow 2000                | Canadá (11)    |
| Lausanne 2001               | Canadá (12)    |
| Bismarck 2002               | Escócia        |
| Winnipeg 2003               | Estados Unidos |
| Gävle 2004                  | Canadá (13)    |
| Paisley 2005                | Suécia (6)     |
| Grande Prairie 2006         | Suécia (7)     |
| Aomori 2007                 | Canadá (14)    |
| Vernon 2008                 | Canadá (15)    |
| Gangneung 2009              | China          |
| Swift Current 2010          | Alemanha (2)   |
| Esbjerg 2011                | Suécia (8)     |
| Lethbridge 2012             | Suíça (3)      |
| Riga 2013                   | Escócia (2)    |
| Saint John 2014             | Suíça (4)      |
| Saporo 2015                 | Suíça (5)      |
| Swift Current 2016          | Suíça (6)      |
| Pequim 2017                 | Canadá (16)    |
| North Bay 2018              | Canadá (17)    |
| Silkeborg 2019              | Suíça (7)      |
| Prince George 2020          | Cancelado      |
| Calgary 2021                | Suíça (8)      |
| Prince George 2022          | Suíça (9)      |
| Sandviken 2023              | Suíça (10)     |
| Sydney 2024                 | Canadá (18)    |
| Uijeongbu 2025              |                |

### Equipas mistas
| Edição        | País campeão  |
| ------------- | ------------- |
| Berna 2015    | Noruega       |
| Kazan 2016    | Rússia        |
| Champéri 2017 | Escócia       |
| Kelowna 2018  | Canadá        |
| Aberdeen 2019 | Canadá (2)    |
| Aberdeen 2020 | Cancelado     |
| Aberdeen 2021 | Cancelado     |
| Aberdeen 2022 | Canadá (3)    |
| Aberdeen 2023 | Suécia        |
| Aberdeen 2024 | Suécia (2)    |
| 2025          | Não realizado |

### Duplas mistas
| Edição                 | País campeão   |
| ---------------------- | -------------- |
| Vierumäki 2008         | Suíça          |
| Cortina d'Ampezzo 2009 | Suíça (2)      |
| Cheliabinsk 2010       | Rússia         |
| St. Paul 2011          | Suíça (3)      |
| Erzurum 2012           | Suíça (4)      |
| Fredericton 2013       | Hungria        |
| Dumfries 2014          | Suíça (5)      |
| Socchi 2015            | Hungria (2)    |
| Karlstad 2016          | Rússia (2)     |
| Lethbridge 2017        | Suíça (6)      |
| Östersund 2018         | Suíça (7)      |
| Stavanger 2019         | Suécia         |
| Kelowna 2020           | Cancelado      |
| Aberdeen 2021          | Escócia        |
| Genebra 2022           | Escócia (2)    |
| Gangneung 2023         | Estados Unidos |
| Östersund 2024         | Suécia (2)     |
| Fredericton 2025       |                |

## Modalidade em cadeira de rodas
Segue-se abaixo o histórico deste campeonato em sua para-modalidade.

### Equipas mistas
| Edição         | País campeão |
| -------------- | ------------ |
| Sursee 2002    | Suíça        |
| Sursee 2004    | Escócia      |
| Braehead 2005  | Escócia (2)  |
| Sollefteå 2007 | Noruega      |
| Sursee 2008    | Noruega (2)  |
| Vancouver 2009 | Canadá       |
| Praga 2011     | Canadá (2)   |
| Chuncheon 2012 | Rússia       |
| Sochi 2013     | Canadá (3)   |
| Lohja 2015     | Rússia (2)   |
| Lucerna 2016   | Rússia (3)   |
| Gangneung 2017 | Noruega (3)  |
| Stirling 2019  | China        |
| Wetzikon 2020  | Rússia (4)   |
| Pequim 2021    | China (2)    |
| Richmond 2023  | China (3)    |
| Gangneung 2024 | Noruega (4)  |
| Stevenson 2025 |              |

### Duplas mistas
| Edição         | País campeão  |
| -------------- | ------------- |
| Lohja 2022     | Suécia        |
| Richmond 2023  | Letônia       |
| Gangneung 2024 | Coreia do Sul |
| Stevenson 2025 |               |